# Ocinebrina squamulifera
Ocinebrina squamulifera is een slakkensoort uit de familie van de Muricidae. De wetenschappelijke naam van de soort is voor het eerst geldig gepubliceerd in 1865 door Carpenter in Gabb.